# Vidyaranya
Vidyāraṇya (kannada: ವಿದ್ಯಾರಣ್ಯ noto anche come Mādhavācārya o Mādhava Vidyāranya Kannada: ಮಾಧವ ವಿದ್ಯಾರಣ್ಯ) è solitamente conosciuto come patrono e sommo sacerdote di Harihara I e Bukka Raya I, i fondatori dell'Impero Vijayanagara. Nacque tra Māyaṇācārya e Śrīmatīdevī ad Pampakṣetra (nella moderna Hampi) nel 1268. Altre fonti lo vogliono nato ad Ekasila nagari (moderna Warangal). 
Fondamentale fu il suo contributo per la fondazione dell'Impero Vijayanagara nel 1336. Successivamente servì come mentore e guida a tre generazioni di re alla guida dell'impero. A Vijayanagara (Hampi), la capitale dell'impero, fu edificato un tempio dedicato a questo santo. Fu l'autore di Sarvadarśanasaṅ̇graha (सर्वदर्शनसङ्रह, anche Sarvadarsanasangraha, Sarvadarshanasamgraha), un compendio delle diverse scuole filosofiche del pensiero della religione indù, e del Pañcadaśī, un importante testo della tradizione Advaita Vedanta.